# Omnia mea mecum porto
Omnia mea mecum porto (tot ceea ce am duc cu mine) este o expresie latină care a fost citată pentru prima oară de filosoful Marcus Tullius Cicero în Paradoxa Stoicorum 1.8. Aceasta este versiunea latinească a răspunsului pe care l-ar fi dat filosoful Bias concetățenilor săi, mirați că părasește cetatea asediată de perși, fară să-și ia nimic cu el. Din punctul său de vedere, spiritul constituie unica bogăție a înțeleptului, un bun care-l însoțește peste tot.
Aceeași expresie este atribuită de Seneca, în Epistulae Morales 9,18-19 filozofului grec Stilpon.
Deși expresia este în limba latină, aceasta provine de la o mai veche poveste grecească în care, un om fuge fără să își ia nimic cu el, renunță la toate  bunurile sale, rămânând doar cu hainele de pe el. Un om îl oprește pe drum și îl întreabă de ce nu încearcă să își salveze posesiile, răspunsul acestuia fiind că „tot ceea ce am duc cu mine”. Cu alte cuvinte, singurele lucruri de care are nevoie, precum curajul, înțelepciunea, caritatea, inteligența, adaptabilitatea, creativitatea, le are mereu cu sine, de toate celelalte lucruri materiale și efemere putând să se lipsească.